# Scymnus interruptus
Scymnus interruptus es una especie de escarabajo del género Scymnus,  familia Coccinellidae. Fue descrita científicamente por Goeze en 1777.
Se distribuye por Europa Central, Europa del Sur, África del Norte e islas Canarias. Mide 1,5-2,3 milímetros de longitud. Vive en biotopos secos y cálidos.

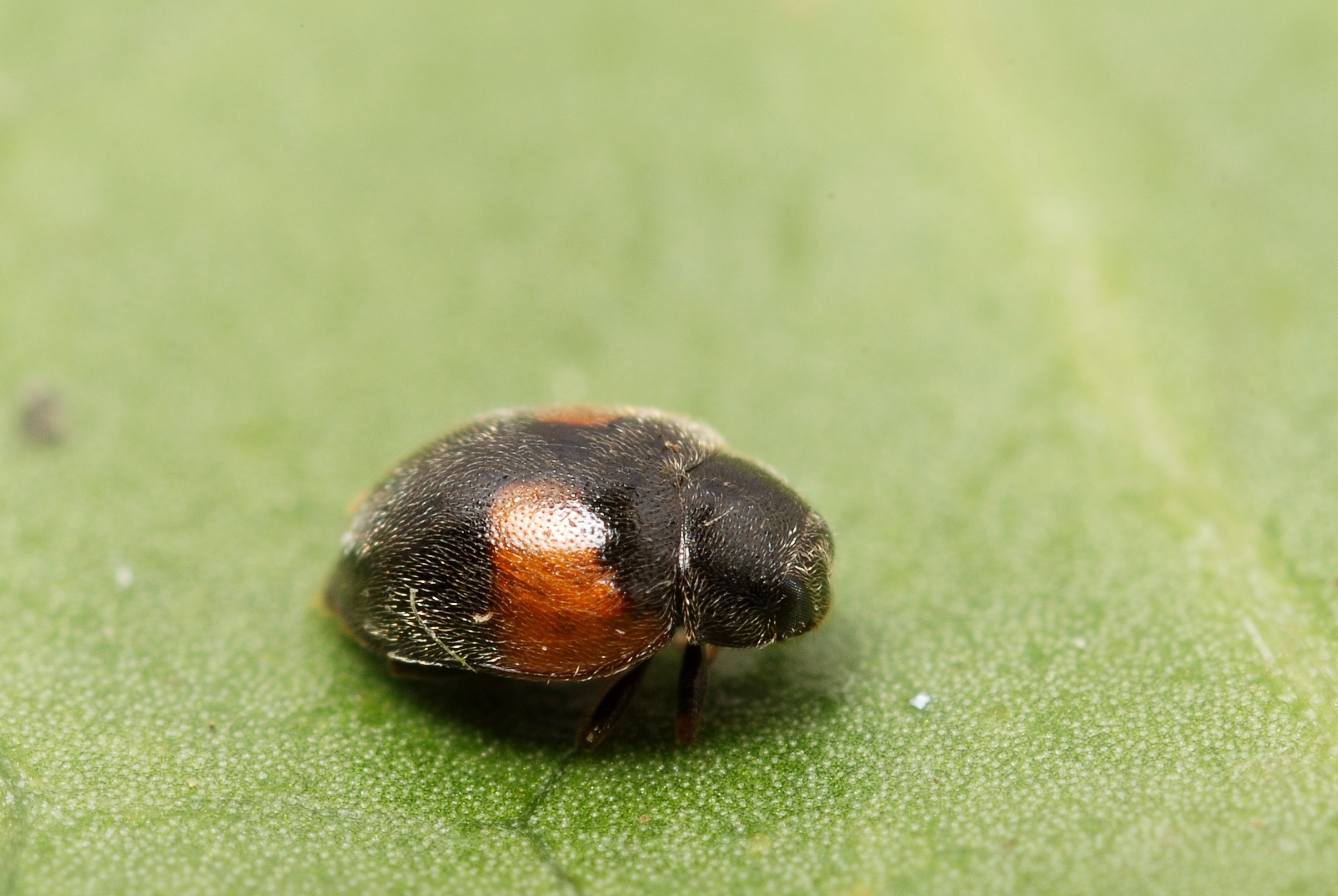
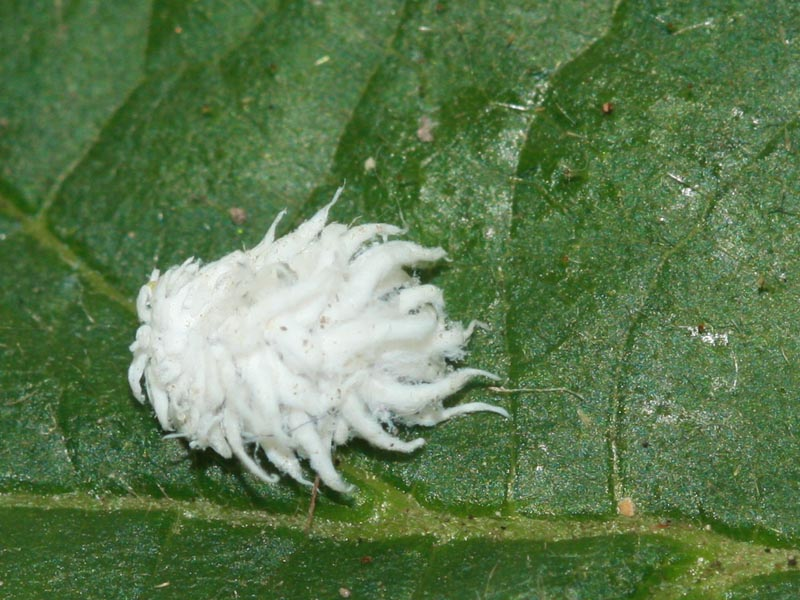
Larva
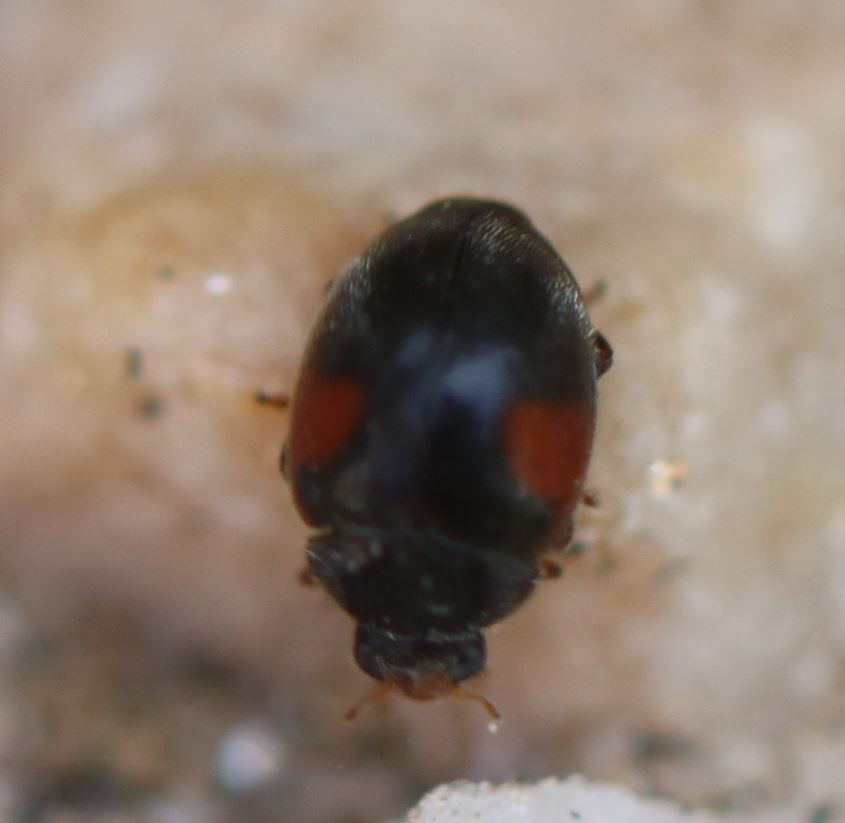
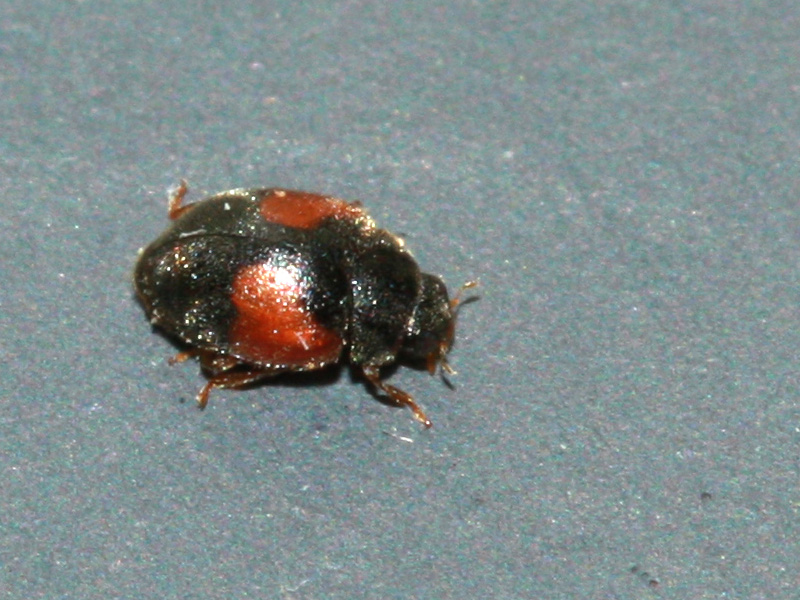